# Nepenthes pectinata
Nepenthes pectinata är en tvåhjärtbladig växtart som beskrevs av Danser. Nepenthes pectinata ingår i släktet Nepenthes och familjen Nepenthaceae. Inga underarter finns listade i Catalogue of Life.

## Bildgalleri

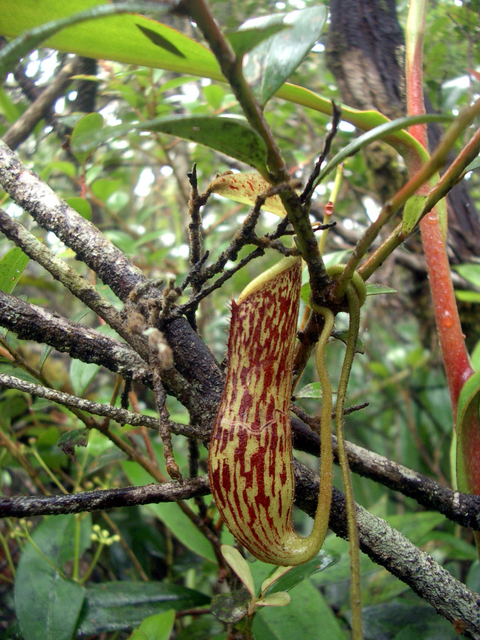